# 1！2！3！4！ 請多關照！
《1！2！3！4！ 请多关照！》（日语：1!2!3!4! ヨロシク!），是SKE48的第4张单曲。分为两种通常盘与剧场盘共三种式样，由日本皇冠于2010年11月17日發售。

## 概要
本作为SKE48在2010年所发行的第三張单曲。发行形态延续前作《抱歉、SUMMER》之两种通常盘和一种剧场盘的模式。不同之处在于，前作的“Under Girls A/B”改为“白组”与“红组”，且参加成员不再仅限于未被选入选拔组的成员。前作中的“Theater Girls”则不再出现，并添入“全体参加”的曲目。
本作继续设置广告标语，内容为“这可不是之前的我们了。活力万分的SKE，参上！”（今までの私たちじゃないよ。ノッテル SKE、参上！）。
特典方面，通常盘A、B的初回生产分中附带“全国握手会参加券”与“随机交换卡片”（共计16种中随机封入一种）。剧场盘则随盘附带“手机拍照会”参加券。

### 音乐影片
本作的DVD中附带了音乐影片（PV）。其中，A面曲《1！2！3！4！ 请多关照！》的MV摄于宫城县仙台市的常盘木学园高等学校。
通常盤typeA的B面曲《秋樱的记忆》的MV则于埼玉県久喜市的久喜市立鷲宮西中学校拍摄。

#### 东日本大震灾之后的支援活动
2011年3月，东日本大震灾发生，位于宫城县的仙台市是受灾区域之一，《1！2！3！4！ 請多關照！》的MV拍攝地——常盘木学园高等学校也受到波及。4月，SKE48向常盘木学园高等学校赠送了由各个成员签名的手绘幕布。
7月，SKE48举办“盛夏的上方修正”全国Zepp巡回演出。在位于仙台市的Zepp Sendai演出结束之后，SKE48的成员前往了常盘木学园，与学生和教师进行了交流。
2012年3月，NHK举办《震灾至今一周年“面向明天”演唱会》（震災から1年 明日へコンサート），SKE48受邀参加。途中NHK播出由常盘木学园的学生录制的对SKE48的感谢与支持的视频。

### 销量状况
本作的首周销量达12万張，於Oricon公信榜排名周榜第2，创下自身最高首周销量纪录。总销量达17.5万張，共计登榜27周。

## 收录曲目

### 通常盘typeA
封面：松井珠理奈、松井玲奈、矢神久美、高柳明音、向田茉夏、木本花音
封底：“Team Kinect”松井珠理奈、松井玲奈
1. 1！2！3！4！请多关照！ [5:03]
（作词：秋元康，作曲：ツキダタダシ，编曲：前口渉）
  - Microsoft XBOX 360 “Kinect” 广告曲目
  - 东海电视台连续剧《妄想刑警！》主题歌
2. TWO ROSES [4:48] - Team Kinect
（作词：秋元康，作曲：大貫和紀，编曲：高島智明）
Microsoft XBOX 360 “Kinect” 主题曲目
3. 秋樱的记忆 [3:43] - 白组
（作词：秋元康，作曲：小川コータ，編曲：原田ナオ）
4. 1！2！3！4！ 请多关照！(off vocal)
5. TWO ROSES (off vocal)
6. 秋樱的记忆 (off vocal)

DVD
1. 1！2！3！4！请多关照！Music Video
2. TWO ROSES Music Video
3. 秋樱的记忆 Music Video

### 通常盘typeB
封面：大矢真那、木﨑ゆりあ、木下有希子、桑原みずき、須田亜香里、中西優香、平松可奈子、石田安奈、古川愛李、山田恵里伽
封底：“Team Kinect”松井珠理奈、松井玲奈
1. 1！2！3！4！ 请多关照！
2. TWO ROSES
3. 青春好难为情 [4:08] - 红组
（作詞：秋元康，作曲、编曲：福富雅之）
4. 1！2！3！4！ 请多关照！(off vocal)
5. TWO ROSES (off vocal)
6. 青春好难为情 (off vocal)

DVD
1. 1！2！3！4！请多关照！Music Video
2. TWO ROSES Music Video
3. 青春好难为情 Music Video

### 剧场盘
封面：《1！2！3！4！ 请多关照！》选拔成员全员
封底：“Team Kinect”松井珠理奈、松井玲奈
1. 1！2！3！4！ 请多关照！
2. TWO ROSES
3. 请让我在你身边
（作词：秋元康，作曲：YORI，编曲：樫原伸彦）
4. 1！2！3！4！ 请多关照！(off vocal)
5. TWO ROSES (off vocal)
6. 请让我在你身边 (off vocal)

## 选拔组成员
团队所属情况均截止至发售时
- 除因受伤而处于休养阶段的松下唯以外，全体SKE48成员都参加了CD的製作。

### 1！2！3！4！请多关照！
（中心：松井珠理奈、松井玲奈）
（粗体字标注者为通常盘A的选拔成员）
- Team S：大矢真那、木崎ゆりあ、木下有希子、桑原みずき、須田亞香里、中西優香、平松可奈子、松井珠理奈、松井玲奈、矢神久美
- Team KII：石田安奈、高柳明音、古川愛李、向田茉夏
- 研究生：木本花音、山田惠里伽

大矢、桑原、須田、中西、平松、古川、木本与山田恵是首次被选入选拔组。其中木本与山田惠这两人是作为研究生被首次选出。木下是自上上作《蓝天下的单相思》（青空片想い）以来，时隔8个月再次被选拔。前作的选拔组成员在本作均继续进入了选拔组。

### TWO ROSES
“Team Kinect”名义
- Team S：松井珠理奈、松井玲奈

### 秋樱的记忆
“白组”名义
（粗体字标注者为站在前排的成员）
（中心：松井珠理奈）
- Team S：大矢真那、小野晴香、桑原みずき、中西優香、平田璃香子、平松可奈子、松井珠理奈
- Team KII：赤枝里里奈、石田安奈、内山命、加藤智子、斉藤真木子、佐藤实绘子、高柳明音、松本梨奈、山田澪花、若林倫香
- 研究生：阿比留李帆、磯原杏華、犬塚あさな、後藤理沙子、小林亚实、酒井萌衣、柴田阿弥、都築里佳、中村優花、水埜帆乃香、山田恵里伽

### 青春好难为情
“红组”名义
（粗体字标注者为站在前排的成员）
（中心：松井玲奈）
- Team S：加藤るみ、木﨑ゆりあ、木下有希子、須田亜香里、高田志織、出口陽、松井玲奈、矢神久美
- Team KII：井口栞里、小木曽汐莉、鬼頭桃菜、佐藤聖羅、古川愛李、向田茉夏
- 研究生：今出舞、上野圭澄、梅本まどか、金子栞、木本花音、小林絵未梨、高木由麻奈、竹内舞、野々山茉琳、秦佐和子、原望奈美、松村香織、間野春香、矢方美紀、山下ゆかり

### 请让我在你身边
- 除松下唯之外的全体SKE48成员

## 备注
1. ↑  （日語）. Natalie. 2010-10-21  [2012-04-08]. （原始内容存档于2016-03-04）.
2. ↑  （日語）. 常盤木學園高等學校（日语：常盤木学園高等学校）. 2010-10-22  [2012-04-08]. （原始内容存档于2010-12-09）.
3. ↑  （日語）. 常盤木學園高等學校（日语：常盤木学園高等学校）. 2011-07-04  [2012-04-08]. （原始内容存档于2012-06-15）.
4. ↑  （日語）. Oricon. 2011-11-23  [2012-04-08]. （原始内容存档于2010-12-03）.
5. ↑  4期生木本花音还没有参加过剧场公演就被选入了选拔组。上一個类似案例是在2008年，AKB48的第10张单曲《大声钻石》的松井珠理奈。

## 外部連結
- 日本クラウン SKE48 Discography（页面存档备份，存于）
- YouTube上的SKE48 4th单曲《1！2！3！4！请多关照！》 2010年11月17日发售 MV
- YouTube上的SKE48 4th单曲《TWO ROSES》 2010年11月17日发售 MV
- YouTube上的SKE48 4th单曲《秋樱的记忆》 2010年11月17日发售 MV
- YouTube上的SKE48 4th单曲《青春好难为情》 2010年11月17日发售 MV
- Kinect for Xbox 360 特設網站